# خداحافظ (ترانه اینا)
«خداحافظ» ترانه‌ای از اینا است.